# Vahrez
Boes, beter bekend als Vahrez (zijn titel) (Middelperzisch: Weh-rēz, een goede overvloed hebbend), was een Sassanidisch generaal van Dailamitische afkomst.

## Biografie
Hij wordt voor het eerst vermeld in de bronnen met betrekking tot de Iberische Oorlog, waarin hij door Kavad I naar Kaukasisch Iberië werd gezonden om een opstand onder leiding van Gurgen neer te slaan. Tijdens de regering van Kavads zoon, Khusro I, hadden de Jemenieten diens bijstand gevraagd tegen de Ethiopiërs van Aksum, die grote delen van het land hadden bezet. Sayf ibn Dhi Yazan, de zoon van Dhu Yazan, kwam naar Khusro toe en bood hem heel Jemen aan indien zijn leger de Ethiopiërs zou verslaan.
Khusro zond daarop Vahrez en zijn zoon prins Nawzadh naar Jemen aan het hoofd van een kleine expeditiemacht uit van ongeveer 800 man van de Azadan (lage adel). Tijdens de invasie werd Nawzadh gedood, hetgeen Vahrez woest maakte op Masruq, de Ethiopische heerser van Jemen. Vahrez leverde vervolgens slag tegen Masruq en doodde deze met een pijl, hetgeen de Ethiopiërs deed vluchten. Hij trok vervolgens naar Sanaa, waar hij zou hebben gezegd: "Mijn banier zal nooit neergelaten [een stad] binnentrekken! Haal de poort neer!"
Na Sanaa te hebben ingenomen, herstelde Vahrez Sayf ibn Dhi-Yazan op zijn troon als vazal van het Sassanidenrijk. Al-Tabari schrijft dat de voornaamste reden voor de overwinning van Vahrez over de Aksumiten het gebruik van de panjigan (vermoedelijk een ballista uitgerust met zware werpschichten) was, een stuk militaire technologie met hetwelke de plaatselijke volkeren onbekend waren. Na Jemen te hebben veroverd, keerde Vahrez terug naar Perzië met een grote hoeveelheid buit. Maar in 575 of 578 werd de vazalkoning gedood door de Ethiopiërs, hetgeen Vahrez dwong terug te keren naar Jemen met een strijdmacht van 4000 man, en weer opnieuw de Ethiopiërs uit te drijven. Hij stelde vervolgens Maʿdī Karib, de zoon van Sayf, aan als nieuwe koning van Jemen. Vahrez werd dan aangeduid als gouverneur van Jemen door Khusro I, dat in Sassanidische handen zou blijven tot de komst van de Islam. Vahrez werd als gouverneur van Jemen opgevolgd door zijn zoon Marzbān.